# 갓코마에역 (후쿠오카현)
갓코마에역(일본어: 学校前駅)은 일본 후쿠오카현 구루메시에 위치한 서일본 철도 아마기 선의 역이다. "갓코마에"(학교 앞)의 역명은 역전에 있는 미야노진 초등학교에서 유래한다.

## 역사
- 1915년 10월 15일: 미쓰이 전기궤도의 미야노진갓코마에역으로 영업 개시.
- 1924년 6월 30일: 회사의 합병으로 규슈 철도의 역이 됨.
- 1939년 12월 31일: 갓코마에역으로 역명 변경.
- 1942년
  - 9월 19일: 규슈 전기궤도에 합병되어 본 회사의 역이 됨.
  - 9월 22일: 규슈 전기궤도가 서일본 철도로 회사명 변경.
- 1968년: 역사 개축.
- 2008년 5월 18일: IC카드 nimoca 공용 개시.
- 2014년 3월 22일: 무인화.
- 2017년 2월 1일: 역 번호 도입.

## 역 구조
섬식 승강장 1면 2선의 지상역이다. 어느 쪽에서도 양쪽 선로에 진입 가능하며 회송도 가능하지만 회송 열차의 설정은 없다. 승강장은 꽤 좁고 구내 건널목이 있다.
과거에는 퇴직자 재고용으로 유인역이고 다른 역에서는 자회사의 니시테쓰 스테이션 서비스가 역무를 담당하는 자세인 관계로, 덴진오무타 선 계통에서는 마지막 직영역이었다. 또, 니시테쓰 전철 교습소에서 유일하게 역무원 양성 교육에도 이용되는 역이었다. 이후, 니시테쓰 스테이션 서비스의 관할로 되어 현재는 무인역이 되었다.

## 역 주변
주택이 많다.
- 구루메 시립 미야노진 초등학교
- 구루메 시립 미야노진 중학교
- 구루메 다이샤 간이 우체국

## 인접역
| 서일본 철도 ■ 아마기 선    | 서일본 철도 ■ 아마기 선 | 서일본 철도 ■ 아마기 선  |
| -------------------------- | ----------------------- | ------------------------ |
| A11 고로마루 미야노진 방면 |                         | 고간차야 A09 아마기 방면 |